# Teulisna tenuisigna
Teulisna tenuisigna là một loài bướm đêm thuộc phân họ Arctiinae, họ Erebidae.